# Westerdykella
Westerdykella is een geslacht van schimmels behorend tot de familie Sporormiaceae. Het geslacht werd voor het eerst in 1955 beschreven door Stolk.

## Soorten
- Westerdykella ornata (Zaadsegmentatiezwammetje)